# Pawlina Panowa
Pawlina Panowa (bulgarisch Павлина Панова, wiss. Transliteration Pavlina Panova; * 12. Februar 1967 in Gramada) ist eine bulgarische Juristin. Seit 2018 ist sie Richterin und seit 2021 hat sie als erste Frau  die Präsidentschaft des Verfassungsgerichts der Republik Bulgarien inne.

## Leben und Wirken
Panowa studierte Rechtswissenschaften an der Universität Sofia, wo sie 1992 ihren Abschluss machte. Anschließend trat sie in den bulgarischen Justizdienst ein und wurde zunächst als Staatsanwaltschaft Sofia eingesetzt. 1994 wurde sie Richterin am Regionalgericht von Sofia und wechselte 1998 an das Stadtgericht von Sofia. Nach einer dreijährigen Tätigkeit als erstinstanzliche Richterin wurde sie 2001 zur Richterin am Berufungsgericht Sofia ernannt. 2004 wurde Panowa von der Universität Sofia zur Dr. iur. promoviert. 2007 erwarb sie zudem einen Mastertitel in Europarecht und wechselte anschließend als Richterin an den Obersten Kassationsgerichtshof. Dort wurde sie 2013 zur Vorsitzenden der Strafabteilung und zur stellvertretenden Präsidentin ernannt. Seit 2009 ist zudem Ad-hoc-Richterin am Europäischen Gerichtshof für Menschenrechte.
2018 wurde Panowa zur Richterin am Verfassungsgerichts der Republik Bulgarien ernannt. Dort wurde sie im November 2021 zur Präsidentin gewählt. Sie ist die erste Frau in diesem Amt. Nach dem Ende ihrer ersten dreijährigen Amtszeit wurde sie im November 2024 für eine zweite Amtszeit wiedergewählt.